# On suicide
On suicide (Like Love dans l'édition originale américaine) est un roman policier américain de Ed McBain, nom de plume de Salvatore Lombino, publié en 1962. C’est le quinzième titre de la série policière du 87e District.

## Résumé
C'est le printemps à Isola, mais ce n'est pas la joie. Des policiers du 87e District ont tenté sans succès d'empêcher une jeune fille de sauter dans le vide du haut d'un building. Quelques jours plus tard, à deux pâtés de maisons de là, un vendeur qui fait du porte à porte se fait exploser au gaz. Puis, les corps à demi-nus de deux amants (Tommy Barlow et Irène Margaret Thayer) sont retrouvés, sans vie. Selon une lettre d'adieu, ils auraient fait un pacte d'amour avant de se suicider. Or le mari d'Irène ne se doutait même pas que sa femme avait un amant, tout comme le frère Tommy Barlow qui ne lui connaissait pas de liaison. Mais ce qui cloche le plus dans cette affaire, c'est qu'en dépit des bouteilles de whisky vides trouvées sur les lieux, l'autopsie n'a révélé aucune trace d'alcool dans les corps des victimes. Steve Carella et Cotton Hawes croient dès lors à une mise en scène, mais ils n'ont aucune preuve pour accréditer la thèse d'un double homicide maquillé en suicide. C'est le début d'une longue enquête aux rebondissements nombreux et violents.

## Éditions
Édition originale en anglais
- (en) Ed McBain, Like Love, New York, Simon and Schuster, 1962

Éditions françaises
- (fr) Ed McBain (auteur) et Chantal Wourgaft (traducteur), On suicide [« Like Love »], Paris, Gallimard, coll. « Série noire no 882 », 1964, 255 p. (BNF 33046866)
- (fr) Ed McBain (auteur) et Chantal Wourgaft (traducteur) (trad. de l'anglais), On suicide [« Like Love »], Paris, Gallimard, coll. « Carré noir no 388 », 1981, 249 p. (ISBN 2-07-043388-9, BNF 34655990)
- (fr) Ed McBain (auteur) et Chantal Wourgaft (traducteur) (trad. de l'anglais), On suicide [« Like Love »], Paris, Gallimard, coll. « Série noire no 882 », 1995, 236 p. (ISBN 2-07-049449-7, BNF 35749144)
  - Traduction revue et complétée.
- (fr) Ed McBain (auteur) et Chantal Wourgaft (traducteur), On suicide [« Like Love »], Dans 87e District, volume 3, Paris, Éditions Omnibus, 1999, 1014 p. (ISBN 2-258-05246-7, BNF 37179951)
  - Ce volume omnibus contient les romans On suicide, Les Heures creuses, Dix plus un, La Hache, Entre deux chaises, Cause toujours, ma poupée ! et 80 millions de voyeurs.

## Sources
- Jean Tulard, Dictionnaire du roman policier : 1841-2005. Auteurs, personnages, œuvres, thèmes, collections, éditeurs, Paris, Fayard, 2005, 768 p. (ISBN 978-2-915793-51-2, OCLC 62533410), p. 599 (Notice 87e District).